# 马绰
马绰（850年—921年），是五代十国时期吴越国官员，余杭（今浙江省杭州市）人。
马绰性情淳厚耿直，有远见卓识。开始和钱镠都在董昌属下。钱镠把从妹许配给马绰，马绰的妹妹嫁给钱镠。唐昭宗乾寧二年（895年）董昌自立为帝，马绰投奔钱镠，被钱镠授为诸城都指押使，他与成及参与平息徐绾叛乱。钱镠儿子钱元瓘娶马绰之女为妻，封为恭顺夫人。后马绰任镇东军节度使。梁末帝贞明三年（917年），任两浙行军司马、睦州刺史，又进升为雄武军节度使，进拜检校太傅、同中书门下平章事。他与成及同为吴越佐命功臣。吴越武肃王天宝十一年（918年）加检校太尉，之后马绰七十一岁时去世。